# Монастырь Замка
Монастырь Замка (рум. Mănăstirea Zamca) — армянский монастырь, расположенный в западной части города Сучава в Южной Буковине (Румыния).

## История
Построен в 1606 году армянскими беженцами, обосновавшимися в Молдавском княжестве ещё с XIV века во время правления господаря Александра I Доброго. В середине главного храма святого Авксентия имеется надгробие Агопши (Иакова) Вартана со следующей надписью: «Это надгробие Агопши, сына Амира (принца), он является основателем святой церкви, умер в 1051 (= 1602 по армянскому летоисчислению)».
Монастырская колокольня была возведена в том же 1606 году, этот год указан на камне, украшенном цветами, находящемся в высшей точке восточной арки башни.
В XVII веке в здании на западной стороне монастырского двора находилась резиденция армянского епископа в Молдавии.
Монастырь Замка занимает хорошую стратегическую позицию. Он окружен стенами, образующими неправильный четырёхугольник, укреплёнными внутренними и наружными контрфорсами, без оборонительных башен.
Во время польско-турецкой войны в 1690—1691 годах польский король Ян III Собеский в очередной раз вторгся в Молдавию. Осенью 1691 года, после возвращения из похода, планируя посадить на молдавский трон своего сына Якуба, он оставил польские гарнизоны во многих укрепленных комплексах: в Нямецкой и Сучавской крепостях и в монастырях Агапия, Секу и Замка. Поляки тогда возвели земляные валы на северной, восточной и южной частях монастыря, между земляными валами и каменной оградой вырыли ров. Тогда, вероятно, и появилось название монастыря Замка, происходящее от польского слова «zamek», что означает «крепость», «укрепление», «укреплённое место».
Архитектурный комплекс состоит из трёх сооружений (главного армянского католического храма святого Авксентия (1551), башни-колокольни высотой 26 метров (1606) на восточной стороне и здания с часовней св. Григория (1606) на западной стороне, где находится вход в монастырский двор). В XVIII веке интерьер церкви был украшен фресками.
Монастырь Замца в 2004 году был включен в Список исторических памятников жудеца Сучава.

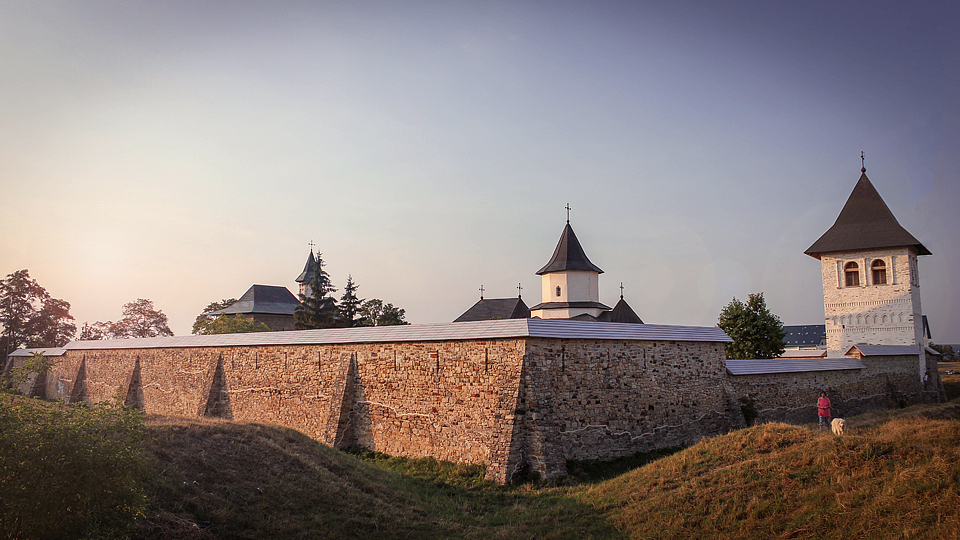
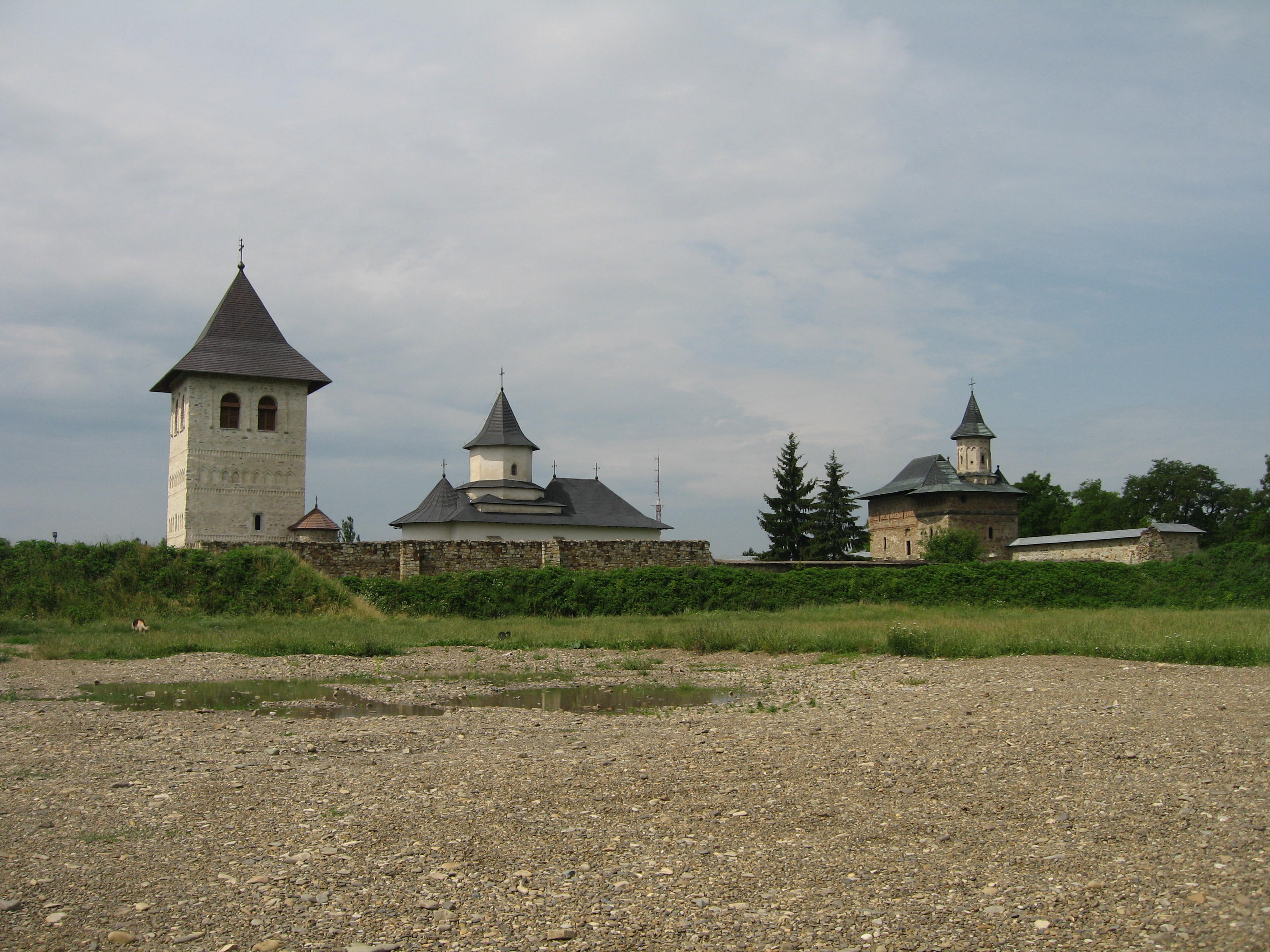
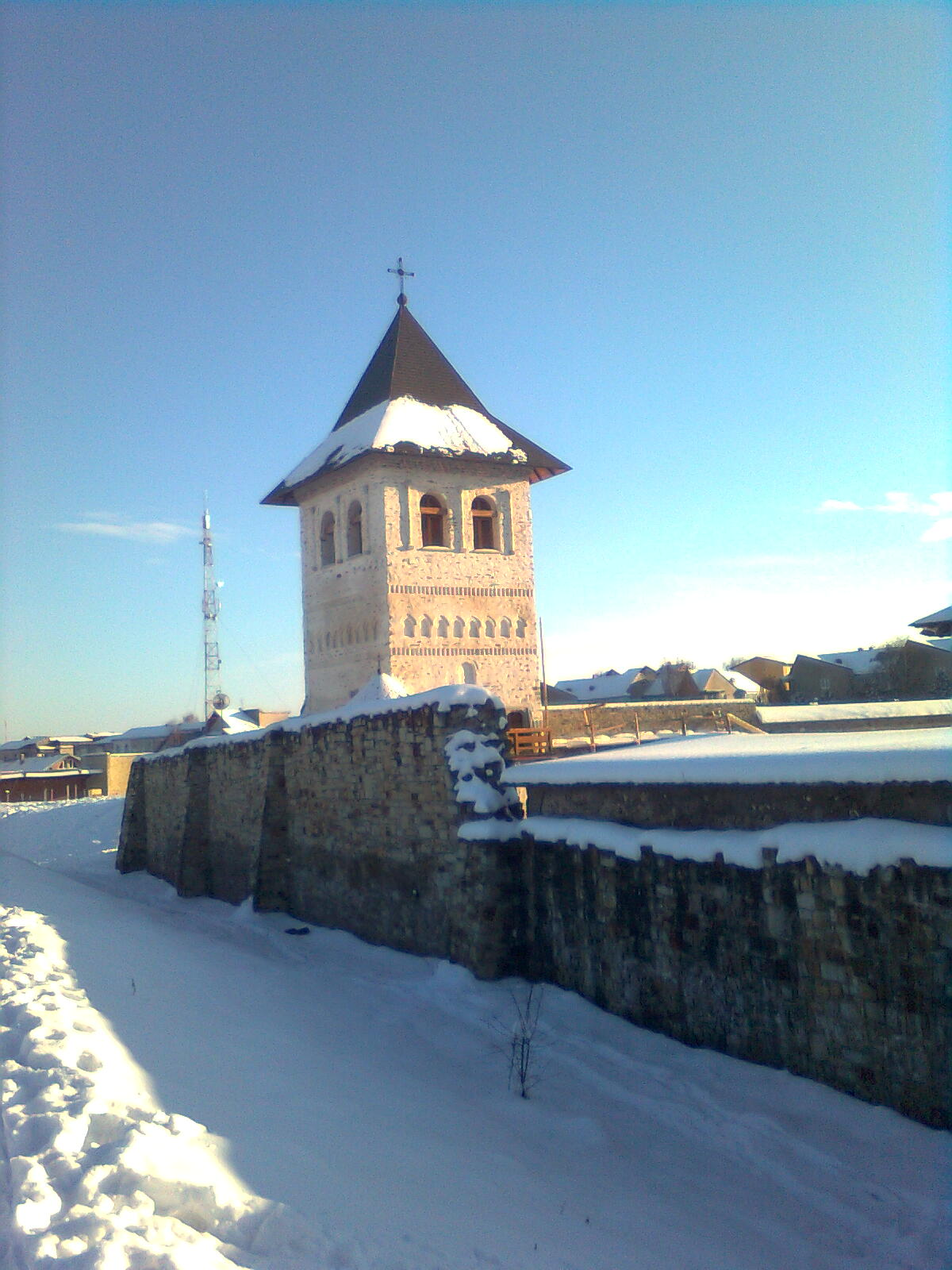
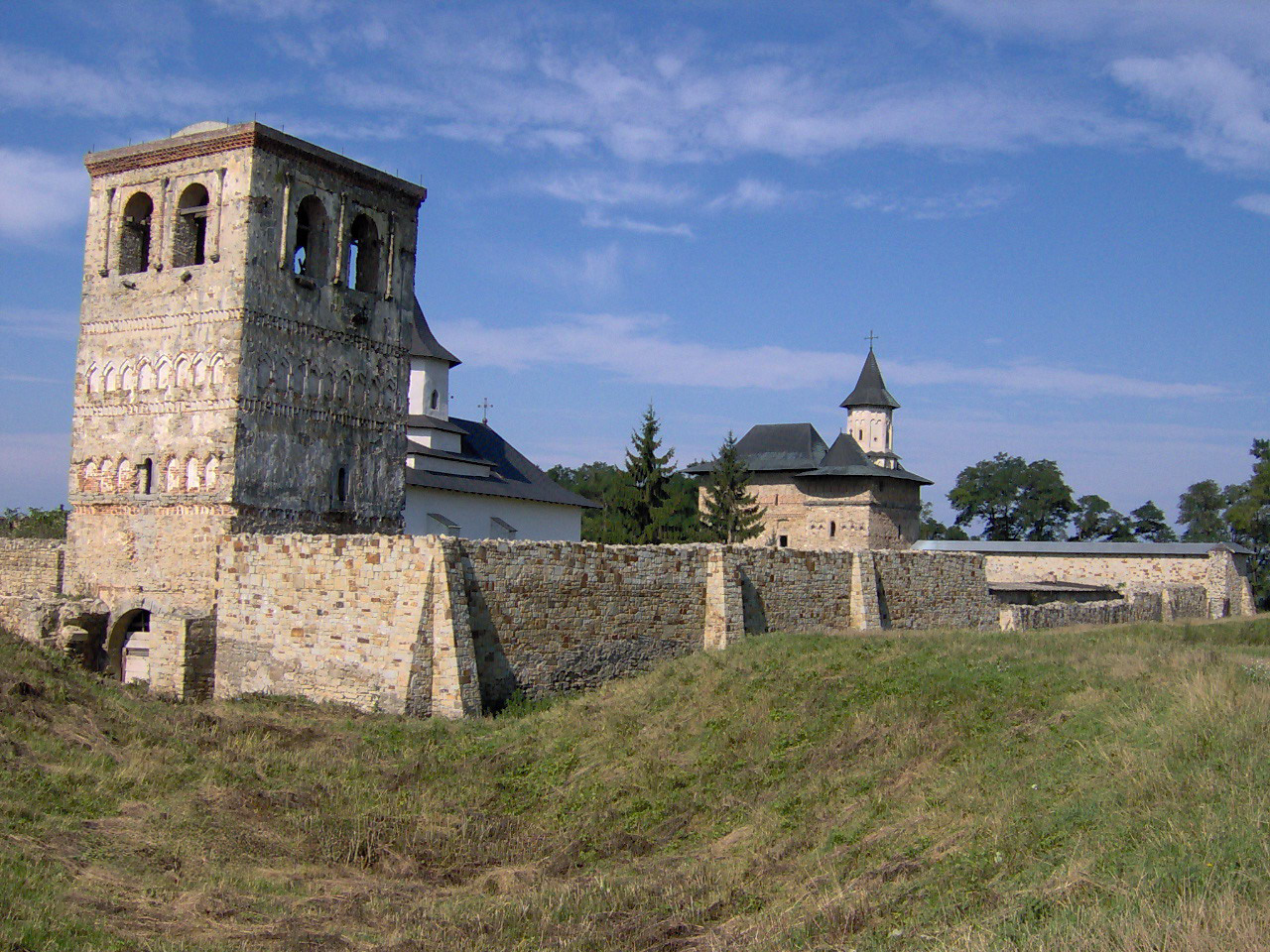
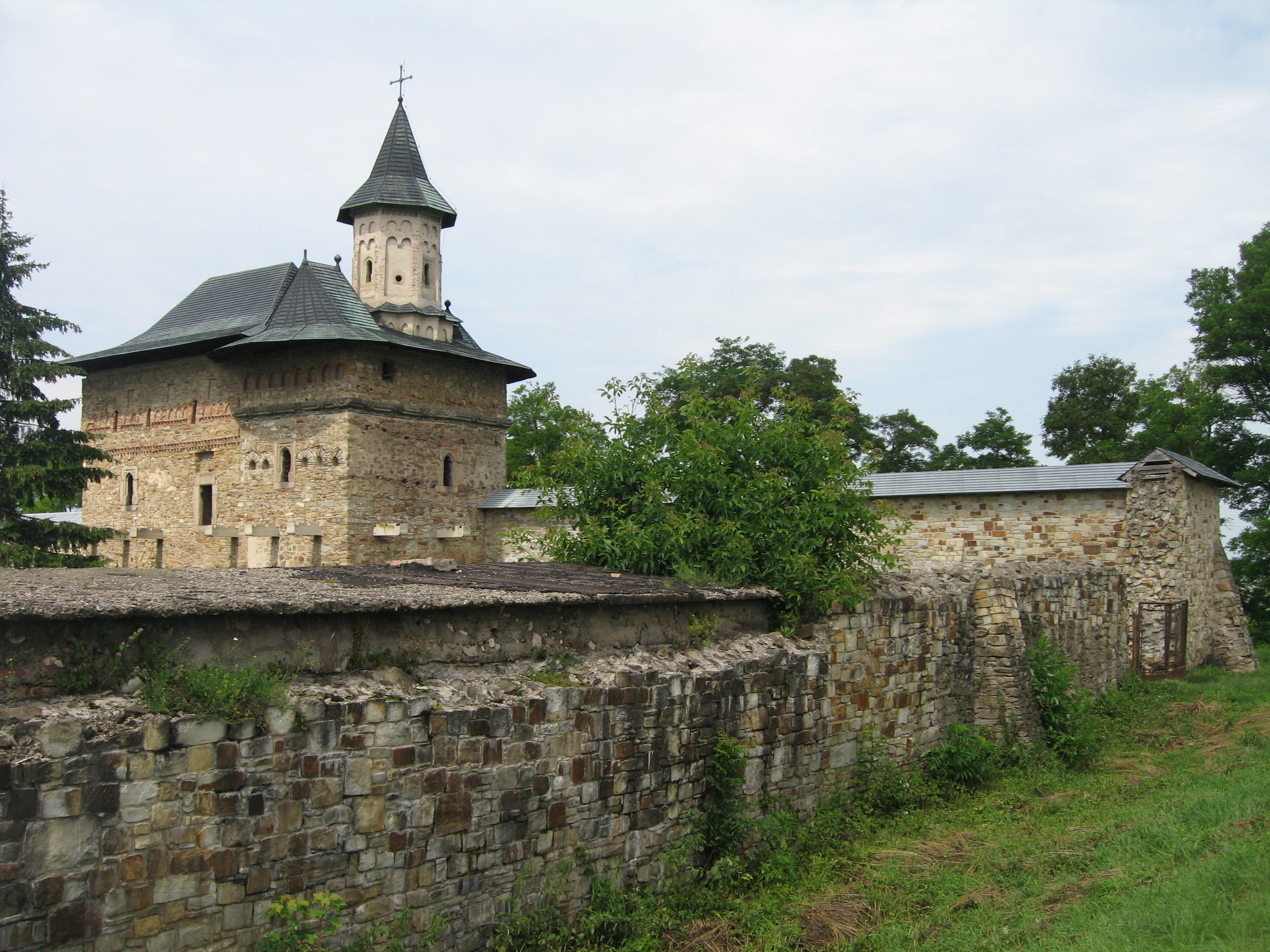
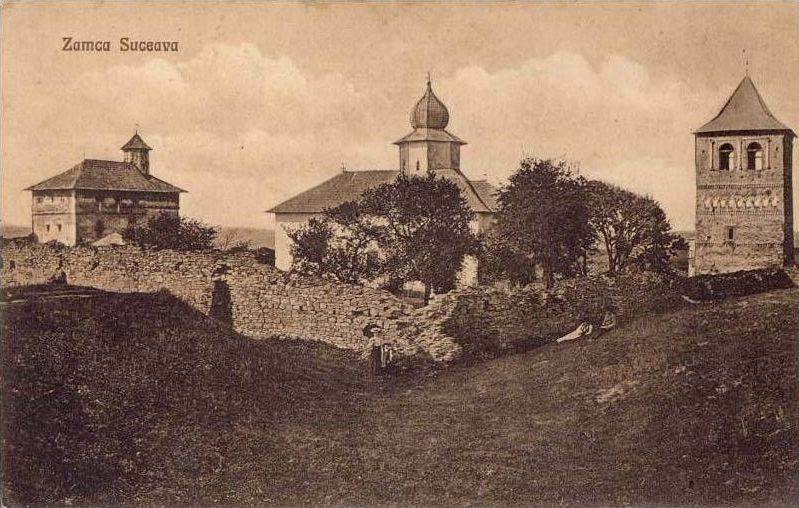
Сучавский монастырь в 1915 г.